# مهاجم مقبره: تاریخچه
مهاجم مقبره: تاریخچه (به انگلیسی: Tomb Raider Chronicles) یک بازی ویدئویی به سبک اکشن-ماجراجویی است که توسط کور دیزاین توسعه یافته و به‌وسیلهٔ ایدوس اینتراکتیو منتشر شده است. این بازی در نوامبر ۲۰۰۰ برای پلی‌استیشن، مایکروسافت ویندوز و دریم‌کست عرضه شد، و سپس یکسال بعد برای سیستم عامل مک اواس در دسترس قرار گرفت. این بازی پنجمین قسمت از مجموعه بازی‌های مهاجم مقبره به‌شمار می‌رود، و داستان آن دنبالهٔ مهاجم مقبره: آخرین الهام است که فرض می‌شد که باستان‌شناس-ماجراجو لارا کرافت مرده است، و سه دوست ماجراهایی را از اوایل کار او به یاد می‌آورند. روند بازی لارا را در مراحلی خطی، شامل حل معماها و مبارزه با دشمنان دنبال می‌کند. برخی از مراحل دارای عناصر روند بازی اضافی مانند مخفی‌کاری می‌باشند.